# 288-я гвардейская артиллерийская бригада
288-я гвардейская артиллерийская Варшавская Краснознамённая, ордена Кутузова бригада (288 абр, в/ч 30683) — тактическое соединение Сухопутных войск Российской Федерации. Бригада дислоцируется в п. Мулино Нижегородской области.
Соединение находится в составе 1-й гвардейской танковой армии.

## История
В годы ВОВ формирование обозначалось как 10-я пушечная артиллерийская бригада. Была сформирована 11 декабря 1942 года в 8 километрах к северо-западу от Калуги. Принимала участие в Орловской стратегической наступательной операции «Кутузов» в составе 11-й гвардейской армии севернее Орла в 1943 году. В дальнейшем участвовало в разгроме вермахта в операции «Багратион» на территории БССР. Были освобождены города Калинковичи, Мозырь. За освобождение города Варшава в ходе Варшавско-Познанской наступательной операции присвоено почётное наименование «Варшавская». В 1945 году, в составе 1-го Белорусского фронта, 10-я пушечная артиллерийская бригада участвовала в Бранденбургско-Ратеновской операции. Были взяты города Бранденбург-на-Хафеле, Потсдам и Берлин.
За годы войны общее количество награждённых орденами и медалями составило 6031 человек. Героями Советского Союза стали командир батареи 152-мм гаубиц-пушек 486-го пушечного артиллерийского полка 10-й пушечной артиллерийской бригады старший лейтенант К. И. Молоненков и командир 207-го пушечного артиллерийского полка В. Д. Морозов.
В годы Холодной войны, как 288-я тяжёлая гаубичная артиллерийская бригада дислоцировалась в г. Хемниц, ГДР (288 тгабр, в/ч 50618) в составе 34-й артиллерийской дивизии ГСВГ (ЗГВ). До лета 1988 года основным вооружением бригады были 152 миллиметровые буксируемые гаубицы Д-20. В 1988 году бригада была перевооружена 152 миллиметровыми буксируемыми гаубицами 2А65 «Мста-Б». К моменту вывода из восточной Германии в Россию, бригада состояла из трех артиллерийских дивизионов, по 3 батареи и взводу управления в каждом дивизионе, а также батареи управления, батареи артиллерийской разведки, роты материального обеспечения, ремонтной роты, взвода химической и радиационной разведки, и саперного взвода. На момент вывода из Германии в составе бригады находилось 72 ед. 2А65 «Мста-Б», 4 ПРП-3/-4, 12 1В18, 4 1В19, 1 Р-145БМ
19 февраля 2024 года бригаде присвоено почётное наименование «гвардейская» за массовый героизм и отвагу, стойкость и мужество проявленные личным составом бригады в боевых действиях по защите Отечества и государственных интересов в условиях вооружённых конфликтов.

## Вооружение
На вооружении бригады на 2018 год стояли 220-мм РСЗО 9П140 «Ураган» и 152-мм САУ 2С19 «Мста-С».